# Ardeova
Ardeova – wieś w Rumunii, w okręgu Kluż, w gminie Mănăstireni. W 2011 roku liczyła 67 mieszkańców.